# 물땡땡이아과
물땡땡이아과(Hydrophilinae)는 물땡땡이과에 속하는 딱정벌레 분류군이다. 물땡땡이, 잔물땡땡이, 북방물땅땅이, 남방물땅땅이, 애물땡땡이, 알물땡땡이, 콩알물땡땡이 등을 포함하여, 8족 61속 1852종으로 이루어져 있다.

## 하위 족
8개 족으로 이루어져 있다.
- Acidocerini
- Anacaenini
- Berosini
- Chaetarthriini
- Hydrobiusini
- Hydrophilini
- Laccobiini
- Sperchopsini